# آرگایل (ایلینوی)
آرگایل (به انگلیسی: Argyle) یک منطقهٔ مسکونی در ایالات متحده آمریکا است که در شهرستان بونی، ایلینوی واقع شده‌است.